# Angela Webber
Angela Webber (* 2. Dezember 1954 in Sydney, New South Wales, Australien; † 10. März 2007 ebenda) war eine australische Autorin, TV-Autorin, Produzentin und Comedian.
Angela Webber wurde am 2. Dezember 1955 geboren und wuchs in West Ryde (Vorort von Sydney, New South Wales, Australien) auf. Sie besuchte das Presbyterian Ladies’ College in Croydon. Nach dem Abitur studierte sie Architektur an der Universität von Sydney, wo sie ihre Leidenschaft für selbstgeschriebene Komödien entdeckte.
Zu ihren erfolgreichsten und bekanntesten Werken zählt die Fernsehserie Meine peinlichen Eltern. 2006 bekam die Serie den Australian Film Institute Award für die beste Kinderserie in der Kategorie Drama. Meine peinlichen Eltern läuft in mehr als 15 Ländern, darunter in Großbritannien, Italien, Frankreich und Deutschland.
Im Jahr 2005 wurde bei ihr Lungenkrebs diagnostiziert und sie starb daran am 10. März 2007 in Coogee. Sie hinterließ ihren Ehemann und zwei Töchter.